# Sphenoptera canaliculata
Sphenoptera canaliculata es una especie de escarabajo del género Sphenoptera, familia Buprestidae. Fue descrita científicamente por Pallas en 1781.

## Distribución
Habita en la región paleártica.